# Pavel Demidov

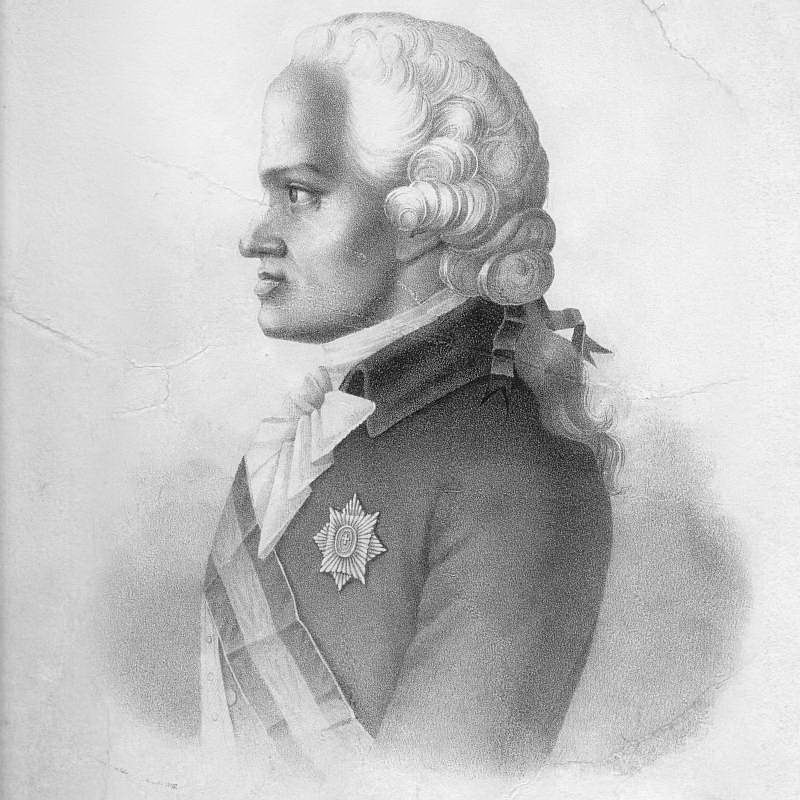
Pavel Demidov.

Pavel Grigorjevitj Demidov (ryska: Павел Григорьевич Демидов), född 1738, död 1821, var en rysk naturforskare. Han var brorson till Akinfij Demidov.
Demidov stod i förbindelse med Carl von Linné och åhörde dennes föreläsningar i Uppsala, anlade en botanisk trädgård i Moskva och grundade där ett konst- och naturaliekabinett samt i Jaroslavl 1803 ett efter honom uppkallat lyceum.